# Danny Namaso
Daniel Namaso Edi-Mesumbe Loader, couramment appelé Danny Namaso, né le 28 août 2000 à Reading (Angleterre), est un footballeur international camerounais évoluant au poste d'attaquant à l'AJ Auxerre, en prêt du FC Porto.

## Biographie

### En club
Le 22 août 2017, il fait ses débuts en faveur de Reading, lors d'un match de Coupe de la Ligue contre Millwall.
Il rejoint librement le FC Porto en 2020 et intègre l'équipe B du club. Il est convoqué pour la première fois en équipe première par Sérgio Conceição pour le derby de Porto contre Boavista, le 30 octobre 2021 pour le compte de la 10ème journée de Primeira Liga 2021-2022. Sur le banc au coup d'envoi, Danny entre en jeu à la 83ème minute à la place d'Evanilson et inscrit le quatrième but des Dragões dans le temps additionnel à la suite d'un service de Luis Díaz (4-1).
Il intègre le groupe de l'équipe première de manière durable et obtient du temps de jeu régulièrement durant la saison 2022-2023, avec de nombreuses entrées en cours de match. Mais Conceição ne le titularisera que cinq fois en championnat alors que les supporters réclament souvent sa titularisation à la place d'Evanilson, qui peine à marquer des buts. Il est par ailleurs l'auteur du but victorieux contre Casa Pia pendant le temps additionnel le 14 mai 2023, à l'occasion de la 32ème journée de Liga Portugal bwin.

### En équipe nationale
Avec les moins de 17 ans, il participe au championnat d'Europe des moins de 17 ans en 2017. Lors de cette compétition, il joue cinq matchs. L’Angleterre atteint la finale du tournoi, en étant battue par l'Espagne après une séance de tirs au but.
Il dispute ensuite quelques mois plus tard la Coupe du monde des moins de 17 ans organisée en Inde. Lors du mondial junior, il ne joue que deux matchs. Il inscrit tout de même un doublé contre l'Irak en phase de groupe. Les Anglais prennent leur revanche en battant les Espagnols en finale.
En septembre 2022, il est présélectionné par l'équipe du Cameroun pour disputer des matchs amicaux pendant la trêve internationale. Namaso honore sa première sélection avec les Lions Indomptables contre l'Eswatini le 19 mars 2025 (0-0).

## Statistiques
| Saison                | Club                  | Championnat           | Championnat | Championnat | Championnat | Coupe nationale | Coupe nationale | Coupe nationale | Coupe de la Ligue | Coupe de la Ligue | Coupe de la Ligue | Supercoupe | Supercoupe | Supercoupe | Compétition(s) continentale(s) | Compétition(s) continentale(s) | Compétition(s) continentale(s) | Compétition(s) continentale(s) | Coupe du monde des clubs | Coupe du monde des clubs | Coupe du monde des clubs | Cameroun | Cameroun | Cameroun | Total | Total | Total |
| Saison                | Club                  | Division              | M.          | B.          | P.d.        | M.              | B.              | P.d.            | M.                | B.                | P.d.              | M.         | B.         | P.d.       | Comp.                          | M.                             | B.                             | P.d.                           | M.                       | B.                       | P.d.                     | M.       | B.       | P.d.     | M.    | B.    | P.d.  |
| 2017-2018             | Reading FC            | Championship          | -           | -           | -           | -               | -               | -               | 1                 | 0                 | 0                 | -          | -          | -          | -                              | -                              | -                              | -                              | -                        | -                        | -                        | -        | -        | -        | 1     | 0     | 0     |
| 2018-2019             | Reading FC            | Championship          | 21          | 1           | 1           | 1               | 0               | 0               | -                 | -                 | -                 | -          | -          | -          | -                              | -                              | -                              | -                              | -                        | -                        | -                        | -        | -        | -        | 22    | 1     | 1     |
| 2019-2020             | Reading FC            | Championship          | 7           | 0           | 0           | 3               | 1               | 0               | 2                 | 0                 | 0                 | -          | -          | -          | -                              | -                              | -                              | -                              | -                        | -                        | -                        | -        | -        | -        | 12    | 1     | 0     |
| Sous-total            | Sous-total            | Sous-total            | 28          | 1           | 1           | 4               | 1               | 0               | 3                 | 0                 | 0                 | 0          | 0          | 0          | -                              | 0                              | 0                              | 0                              | -                        | -                        | -                        | -        | -        | -        | 35    | 2     | 1     |
| 2020-2021             | FC Porto B            | Segunda Liga          | 32          | 8           | 2           | -               | -               | -               | -                 | -                 | -                 | -          | -          | -          | -                              | -                              | -                              | -                              | -                        | -                        | -                        | -        | -        | -        | 32    | 8     | 2     |
| 2021-2022             | FC Porto B            | Segunda Liga          | 31          | 14          | 4           | -               | -               | -               | -                 | -                 | -                 | -          | -          | -          | -                              | -                              | -                              | -                              | -                        | -                        | -                        | -        | -        | -        | 31    | 14    | 4     |
| Sous-total            | Sous-total            | Sous-total            | 63          | 22          | 6           | 0               | 0               | 0               | 0                 | 0                 | 0                 | 0          | 0          | 0          | -                              | 0                              | 0                              | 0                              | -                        | -                        | -                        | -        | -        | -        | 63    | 22    | 6     |
| 2021-2022             | FC Porto              | Primeira Liga         | 1           | 1           | 0           | -               | -               | -               | 1                 | 0                 | 0                 | -          | -          | -          | -                              | -                              | -                              | -                              | -                        | -                        | -                        | -        | -        | -        | 2     | 1     | 0     |
| 2022-2023             | FC Porto              | Primeira Liga         | 22          | 3           | 2           | 5               | 1               | 0               | 5                 | 3                 | 0                 | 1          | 0          | 0          | C1                             | 3                              | 0                              | 0                              | -                        | -                        | -                        | -        | -        | -        | 36    | 7     | 2     |
| 2023-2024             | FC Porto              | Primeira Liga         | 16          | 1           | 2           | 5               | 1               | 1               | 1                 | 0                 | 1                 | 1          | 0          | 0          | C1                             | 3                              | 0                              | 0                              | -                        | -                        | -                        | -        | -        | -        | 26    | 2     | 4     |
| 2024-2025             | FC Porto              | Primeira Liga         | 29          | 3           | 1           | 2               | 0               | 0               | 1                 | 0                 | 0                 | 1          | 0          | 0          | C3                             | 8                              | 1                              | 0                              | 1                        | 0                        | 1                        | 2        | 0        | 0        | 44    | 4     | 2     |
| 2025-2026             | AJ Auxerre (prêt)     | Ligue 1               | -           | -           | -           | -               | -               | -               | -                 | -                 | -                 | -          | -          | -          | -                              | -                              | -                              | -                              | -                        | -                        | -                        | -        | -        | -        | 0     | 0     | 0     |
| Sous-total            | Sous-total            | Sous-total            | 68          | 8           | 5           | 12              | 2               | 1               | 8                 | 3                 | 1                 | 3          | 0          | 0          | -                              | 14                             | 1                              | 0                              | 1                        | 0                        | 1                        | 2        | 0        | 0        | 108   | 14    | 8     |
| Total sur la carrière | Total sur la carrière | Total sur la carrière | 159         | 31          | 12          | 16              | 3               | 1               | 11                | 3                 | 1                 | 3          | 0          | 0          | -                              | 14                             | 1                              | 0                              | 1                        | 0                        | 1                        | 2        | 0        | 0        | 206   | 38    | 15    |

## Palmarès

### En club
FC Porto
- Champion du Portugal en 2022.
  - Vice-champion du Portugal en 2023.
- Vainqueur de la Coupe du Portugal en 2023 et 2024.
- Vainqueur de la Supercoupe du Portugal en 2022 et 2024.
- Vainqueur de la Coupe de la Ligue en 2023.

### En sélection
Angleterre -17 ans
- Finaliste du championnat d'Europe des moins de 17 ans en 2017.
- Vainqueur de la Coupe du monde des moins de 17 ans en 2017.